# Villa (Augustenstraße 7)

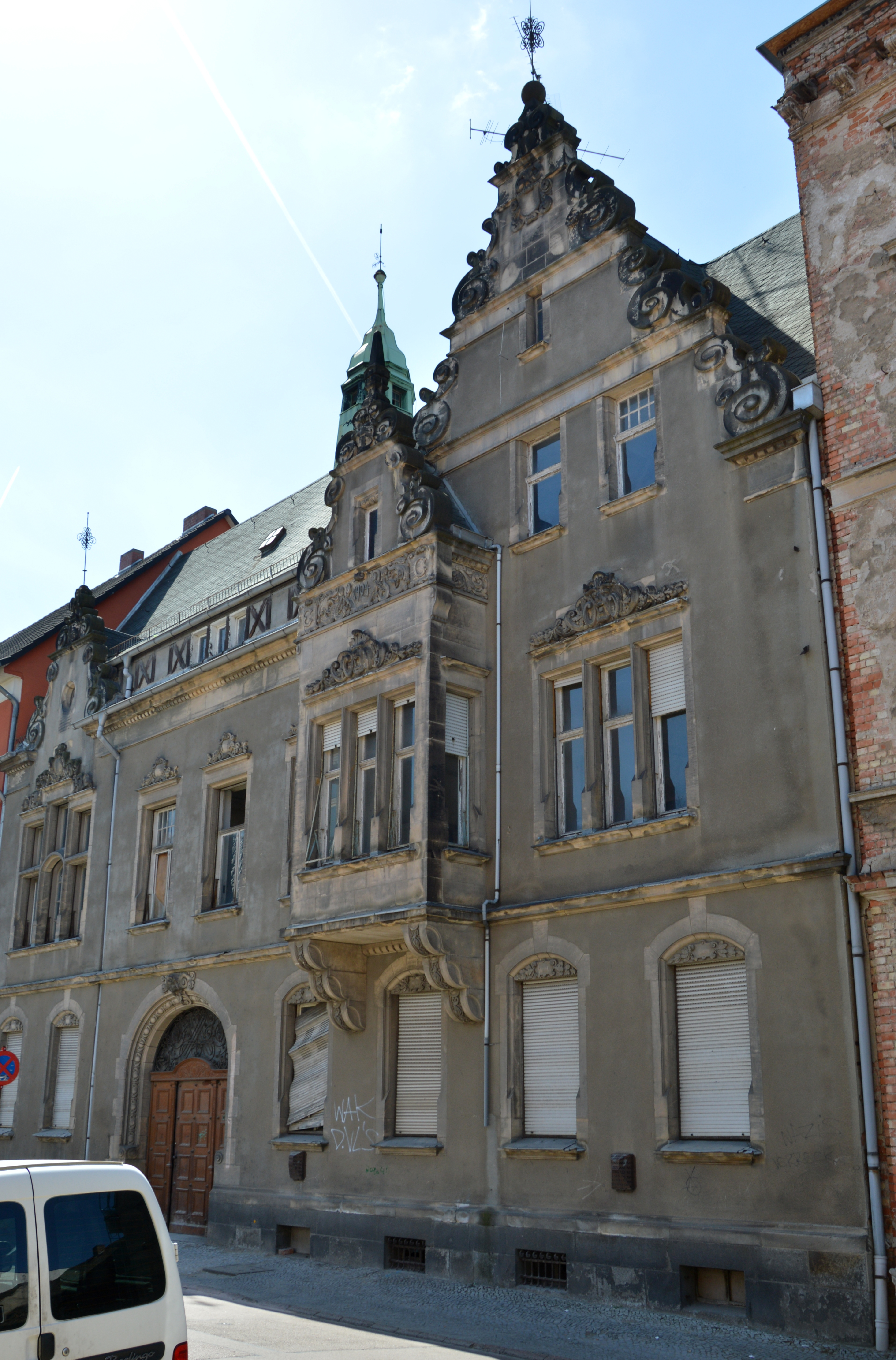
Ehemalige Villa in der Augustenstraße in Köthen

Die Villa in der Augustenstraße ist ein denkmalgeschütztes Bauwerk der Stadt Köthen (Anhalt) in Sachsen-Anhalt. Im Denkmalverzeichnis ist das Bauwerk unter der Erfassungsnummer 094 17542 als Baudenkmal verzeichnet.

## Geschichte und Beschreibung
Die Villa unter der heutigen Adresse Augustenstraße 7 entstand im Jahr 1904 für den Bauunternehmer Ernst Carl im Stil der Neurenaissance. Sie steht auf den Resten eines gründerzeitlichen Vorgängerbaus, der vom Maurermeister Friedrich Müntze stammte. Entworfen wurde sie von Hermann Heinze, der das Gebäude bald darauf bezog und umbaute, denn Ernst Carl starb im Jahr 1906. In der ehemaligen Villa befinden sich noch heute verschiedene Salons, ein Saal und eine Loggia. Da im Jahr 1916 zudem ein Walter Carl (1916 Student, 1947 Kaufmann) und ein Privatmann im Haus lebten, scheint man sie in einzelne Mietwohnungen aufgeteilt zu haben, was sich auch nach dem Zweiten Weltkrieg so nachweisen lässt.
Zum Gebäude gehört ein Wintergarten in der Wohnung in der Beletage mit ovalem Grundriss. Die westliche Seite dieses als Grotte gestalteten Gebäudeteils ist mit einem farbenprächtigen Wandbild fast gänzlich verziert. Das Wandbild zeigt eine exotische orientalisch-tropische Landschaft mit Palmen, einem Gewässer, Schwänen und einer Berglandschaft und suggeriert so einen Ausblick. Der Künstler und die ausführende Glaswerkstatt sind unbekannt. Die Fenstergestaltung besteht aus 21 Glasfeldern, welche in einem Metallrahmen mit aufgesetztem Stabwerk montiert sind. Sie wurde stilistisch von den architekturgebundenen Glasfenstern von Louis Comfort Tiffany inspiriert. Durch ein transparentes Mittelelement aus leicht getönten Antikgläsern ist ein guter Ausblick auf einen Gartenhof möglich.
Mehrfach wurde das Wohnhaus am Tag des offenen Denkmals präsentiert. Es stand über längere Zeit leer, wurde aber mittlerweile saniert.